# 91
91 (XCI) var ett normalår som började en lördag i den julianska kalendern.

## Händelser

### Okänt datum
- Sedan Anacletus I har avlidit väljs Clemens I till ny påve (detta år eller 88 eller 92).
- Plinius den yngre utnämns till folktribun.
- Rom beskrivs av Statius i hans dikter.
- Den kinesiska regeringen återetablerar protektoratet i de västra regionerna.

## Avlidna
- Anacletus I, påve sedan 76 eller 79 (död detta år eller 88)
- Julia Flavia, dotter till den romerske kejsaren Titus och älskarinna till hans bror Domitianus (död i påtvingad abort)